# توفند پاتریسیا

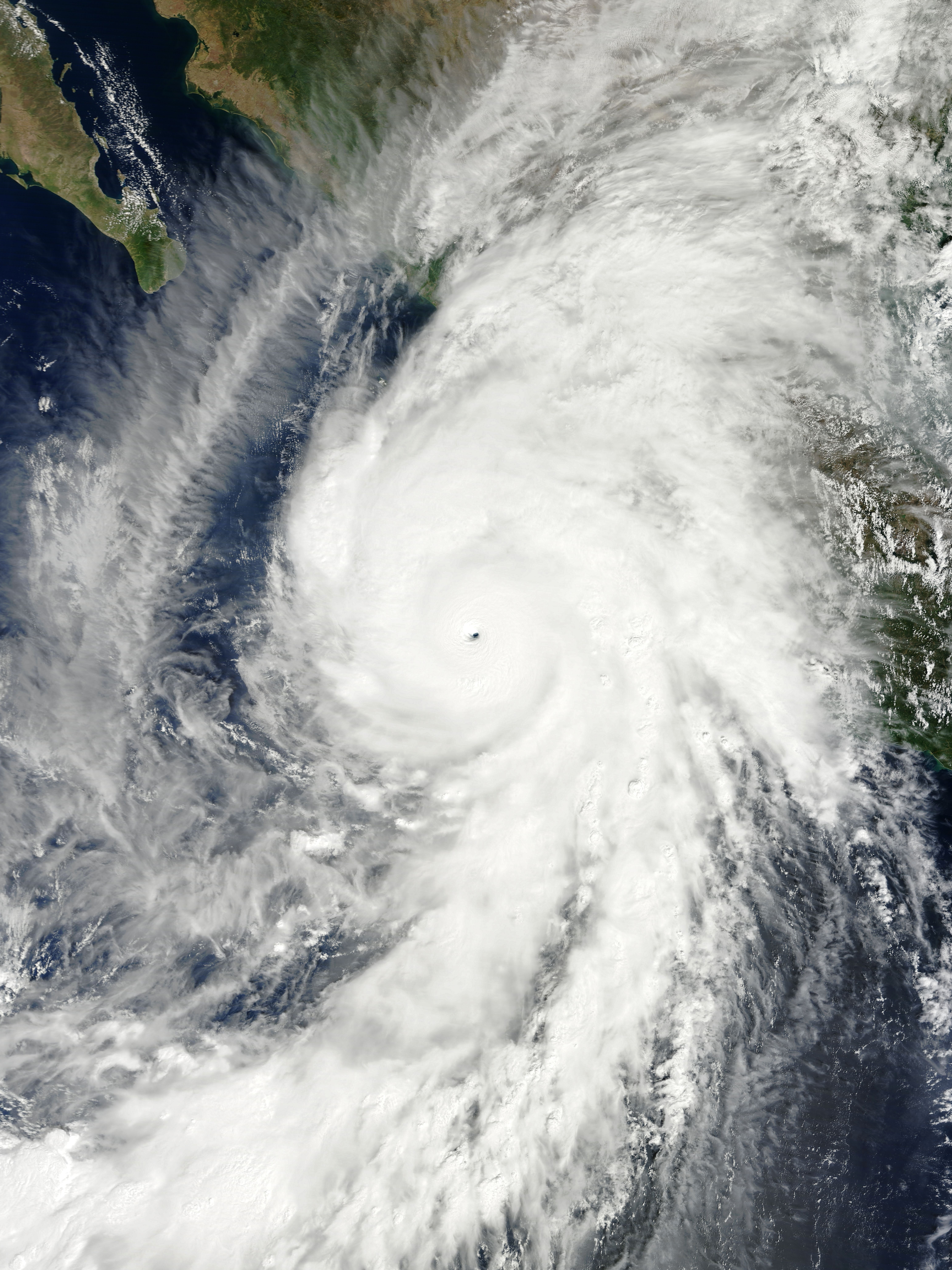
طوفان پاتریشیا در حال گذر از کرانه‌های باختری مکزیک

توفند پاتریشیا، شدیدترین توفندی است که تاکنون در نیم‌کره غربی و اقیانوس آرام ثبت شده است.
مرکز ملی طوفان آمریکا این توفند را در ردهٔ ۵ به‌عنوان سهمگین‌ترین طوفان دسته‌بندی کرده بود و پیش‌بینی می‌شد که توفند پاتریشیا در زمان ورود به کرانه‌های کشور مکزیک سرعتی معادل ۳۲۲ کیلومتر بر ساعت داشته باشد. وانگهی زمانی که توفند در ۲۳ اکتبر ۲۰۱۵ از کرانه‌های غربی مکزیک وارد آن کشور شد از قدرت آن کاسته‌شده و به ردهٔ ۲ نزول کرده بود. با این وجود پاتریشیا در مکزیک، آمریکای مرکزی، و ایالت تگزاس، موجب وزش بادهای شدید، بالا آمدن آب رودخانه‌ها، ریزش کوه و بارش شدید باران شد.
پاتریشیا از نظر میزان قدرت با توفند هایان که در سال ۲۰۱۳ در فیلیپین خسارت‌های بسیاری به‌بار آورد مقایسه شده است.